# Stor-Ekträsket
Stor-Ekträsket är en sjö i Vindelns kommun i Västerbotten och ingår i Sävaråns huvudavrinningsområde. Sjön har en area på 3,46 kvadratkilometer och ligger 251 meter över havet. Sjön avvattnas av vattendraget Ekån.

## Delavrinningsområde
Stor-Ekträsket ingår i det delavrinningsområde (716217-168897) som SMHI kallar för Utloppet av Stor-Ekträsket. Medelhöjden är 258 meter över havet och ytan är 16,04 kvadratkilometer. Det finns ett avrinningsområde uppströms, och räknas det in blir den ackumulerade arean 23,92 kvadratkilometer. Ekån som avvattnar avrinningsområdet har biflödesordning 2, vilket innebär att vattnet flödar genom totalt 2 vattendrag innan det når havet efter 106 kilometer. Avrinningsområdet består mestadels av skog (52 procent) och sankmarker (22 procent). Avrinningsområdet har 3,47 kvadratkilometer vattenytor vilket ger det en sjöprocent på 21,6 procent.